# Tejabán de la Rosita
Tejabán de la Rosita är en ort i Mexiko.   Den ligger i kommunen Viesca och delstaten Coahuila, i den centrala delen av landet, 800 km nordväst om huvudstaden Mexico City. Tejabán de la Rosita ligger 1 170 meter över havet och antalet invånare är 576.
Terrängen runt Tejabán de la Rosita är varierad. Runt Tejabán de la Rosita är det mycket glesbefolkat, med 3 invånare per kvadratkilometer. Närmaste större samhälle är San Pedro, 17,4 km norr om Tejabán de la Rosita. Omgivningarna runt Tejabán de la Rosita är i huvudsak ett öppet busklandskap.